# Pichilemu
Pichilemu é uma comuna da província de Cardenal Caro, localizada na Região de O'Higgins, Chile. Possui uma área de 749,1 km² e uma população de 12 392 habitantes (2002).